# Château de Corroy-le-Château
O Château de Corroy-le-Château é um palácio fortificado que se situa em Corroy-le-Château, uma aldeia a 5 km da cidade de Gembloux, Província de Namur, Região da Valónia, na Bélgica.
Está classificado pelo "Património Principal da Valónia" que o considera como o testemunho mais importante e mais completo que nos legou o século XIII.
Com o Castelo de Bouillon, o Castelo de Lavaux-Sainte-Anne, o Castelo de Vêves, o Castelo de Horst, o Castelo de Beersel e o Castelo dos Condes de Gand, constitui um dos mais belos castelos medievais da Bélgica.  

## História
O Château de Corroy-le-Château teve origem numa simples torre de menagem pertencente aos senhores de Orbais. Em 1200, essa estrutura passou em herança para um ramo caído dos Duques de Brabante. Esta família acrescentou-lhe uma paliçada em 1235. Também por casamento, tornou-se propriedade do Conde Philippe de Vianden. Cerca de 1270, este último edificou um recinto em pedra munido de quatro torres circulares nas esquinas, de cortinas e dum châtelet de entrada a fim de fazer ali um bastião destinado a proteger a fronteira sul do Ducado de Brabante contra as investidas dos Dampierre da Flandres, que também eram Condes de Namur.
Coisa rara neste país, a maneira de construir este magnífico castelo medieval foi fortemente influenciada pelas ligações familiares que uniam a família do Conde Philippe de Vianden aos Capetíngios. Com efeito, foi construído seguindo um plano muito semelhante ao do Palais du Louvre de Filipe II de França. Por outro lado, chegou à actualidade quase intacto.  
Aquando do resgate do Ducado de Namur por Guy de Dampierre, o Duque de Brabante teve que convencer os Vianden, Senhores de Corroy, a elevar esta fortaleza face ao castelo namurense de Golzinne.
Colocado em venda pública, o castelo foi comprado, em Setembro de 2008, pelo artista Wim Delvoye, por 3,3 milhões de euros, e depois recomprado por Olivier de Trazegnies d'Ittre, Marquês de Trazegnies, que vive actualmente no palácio.

## Arquitectura
O Château de Corroy-le-Château é uma antiga fortaleza de planície do Ducado de Brabante e uma das melhor conservadas do Norte da Europa, construída na primeira metade do século XIII, com a sua planta inspirada, como já foi dito, no Palais du Louvre de Filipe II de França. O edifício é rodeado por um fosso mais ou menos seco, atravessado por uma ponte em tijolo e pedra azul que data de 1718. O castelo desenha um pentágono irregular em volta dum pátio pavimentado.
O Marquês de Trazegnies e William Ubregts escreveram: 
As espessas cortinas têm um caminho de ronda contínuo, passando pelas torres e atravessando o "châtelet", os logis, mesmo a tribuna da capela. O parapeito é formado por merlões entre as janelas seteiras, cobertas por "venezianas" em tempos de paz. Em período de conflito, esses mantos eram substituidos por um "cadafalso" de madeira, cujos suportes são facilmente perceptíveis. Corroy tem quatro torres de esquina abobadadas, designadas cerca de 1500 pelos pontos cardeais; a maior parte flanqueando a muralha. Estas torres possuem notáveis seteiras de dois metros de altura (alargadas e recortadas em canhoneiras em 1477), um parapeito perfilado como as cortinas. As portas dos cadafalsos podiam servir de entrada para as latrinas em madeira. O "châtelet" de entrada (ou "Chambre de Vianden"), é um verdadeiro posto de observação e de comando. É constituido por duas meias-torres (ou tourettes) semi-circulares e muito militares (seteiras, arcos, frestas de obsrvação) pressionando uma passagem bem protegida (ponte levadiça, grade, bracos mata-cães, duas portas de duplo batente).